# Ostgriechische Vogelschalen
Ostgriechische Vogelschalen sind ein Typus der ostgriechischen Vasenmalerei.

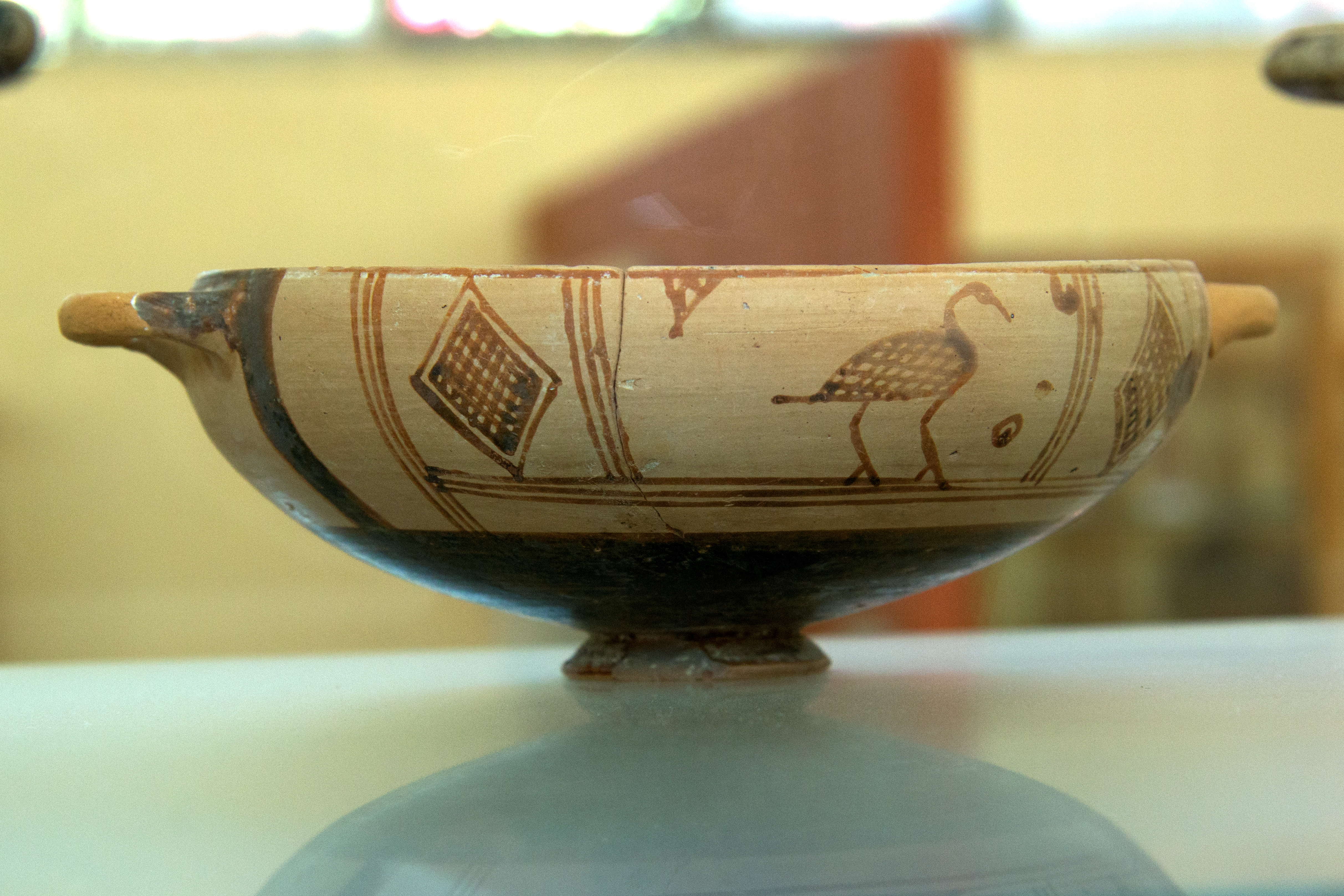
Vogelschale im Archäologischen Museum von Paros.

Die Ostgriechischen Vogelschalen entwickelten sich um 700 v. Chr. wohl in Nordionien aus den Vogel-Kotylen. Vom Stil her eigentlich subgeometrisch, gehören die Vogelschalen zur Orientalisierenden Vasenmalerei. Im Schnitt haben die Schalen einen Durchmesser von 15 Zentimetern. In der Regel sind die Schalen mit drei Metopen verziert. Im zentralen, langrechteckigen Feld wird ein schraffierter Vogel gezeigt. Die Seitenfelder werden mit schraffierten Rauten geschmückt.
Die frühesten Vogelschalen weisen unter dem Rand einen Absatz auf und haben ein zusätzliches Punktband unter der Dekoration, darunter ist das Schalenbecken schwarz gehalten. Um 675 v. Chr. wurden der Absatz und das Punktband aufgegeben, ab etwa 640 v. Chr. wurde der vorherige schwarzfarbige Unterteil der Schalenbecken tongrundig belassen. Die untere Schicht wurde nun mit einem Stern oder mit fünf Strahlen versehen. Auch die schraffierten Rauten wurden von kleinen Strahlen abgelöst. Um 615 v. Chr. verschwanden die Trennungslinien zwischen den Metopenfenstern. Zur selben Zeit wurde der Ringfuß durch einen Scheibenfuß mit einer Vertiefung in der Mitte abgelöst. Die Produktion von Vogelschalen endete nach etwa einem Jahrhundert um 600 v. Chr. Nachfolger der Vogelschalen wurden die Rosettenschalen. Neben den Ostgriechischen Vogelschalen gab es während der orientalisierenden Periode auch Böotische Vogelschalen.